# Resolução 1290 do Conselho de Segurança das Nações Unidas
A Resolução 1290 do Conselho de Segurança das Nações Unidas foi adotada em 17 de fevereiro de 2000, e diz respeito à adesão de Tuvalu como membro de pelo direito da ONU. O Conselho de Segurança recomendou à Assembleia Geral a admissão de Tuvalu, incrementando o número de membros da organização para 189.
A resolução 1290 foi adotada com 14 votos a favor, nenhum contra e 1 abstenção, a da República Popular da China, que afirmou não apoiar a recomendação devido aos laços diplomáticos entre Tuvalu e Taiwan, mas não vetaria a proposta no interesse dos povos dos dois países.